# 2012년 하계 올림픽 말리 선수단
2012년 하계 올림픽 말리 선수단은 2012년 7월 27일부터 8월 12일까지 영국 런던에서 열린 2012년 하계 올림픽에 참가한 올림픽 말리 선수단이다.

## 메달 집계

### 종목별 메달 획득 현황
| 종목 | 1 | 2 | 3 | 합계 |
| 종목 | ' | ' | ' | '    |
| 종목 | ' | ' | ' | '    |
| 종목 | ' | ' | ' | '    |
| 합계 | ' | ' | ' | '    |

## 같이 보기
- 2012년 하계 올림픽